# Научно популарна књига
Научно популарна књига је дело које обично пише научник, истраживач, професор, попут Стивен Хокинга  или понекад не-научник попут Била Брајсона. Ове књиге су обично писане за ширу публику са претпоставком да имају опште образовање. Зато што нису намењене уској публици, као што су то научни радови, се називају популарном науком. Као такве, оне захтевају таленат за писање, како би у довољној мери објасниле тешке теме, али и стручно познавање области о којој се пише, од стране аутора.
Постоје многе научне дисциплине које су добро објашњене лаицима кроз овакве књиге. Неки од познатих аутора су Карл Сејган, који пише о астрономији,  Ричард Докинс о еволуционој биологији, Доналд Норман о когнитивној психологији, Ноам Чомски о лингвистици и когнитивним наукама, Доналд Џохансон и Дејвид Рауп о палеонтологији, Дезмонд Морис о зоологији и антропологији, као и многи други.